# Narrveten
Narrveten, eller Narveten, är en sjö i Hultsfreds kommun och Vetlanda kommun i Småland och ingår i Emåns huvudavrinningsområde. Sjön är 13 meter djup, har en yta på 1,18 kvadratkilometer och befinner sig 113,5 meter över havet. Sjön avvattnas av vattendraget Skärveteån (Farstorpaån). Vid provfiske har bland annat abborre, braxen, gädda och löja fångats i sjön.

## Fröåsa handpappersbruk
Huvudartikel: Fröåsa  handpappersbruk
Fröåsa handpappersbruk uppfördes vid Narrvetens utlopp i Skärveteån vid 1800-talets början. Fabriksbyggnaden revs för att återuppföras  Jubileumsutställningen i Göteborg 1923. Den finns numera i Virserums hembygdspark.

## Delavrinningsområde
Narrveten ingår i det delavrinningsområde (636103-148068) som SMHI kallar för Utloppet av Narrveten. Medelhöjden är 150 meter över havet och ytan är 19,79 kvadratkilometer. Räknas de 13 avrinningsområdena uppströms in blir den ackumulerade arean 246,2 kvadratkilometer. Skärveteån (Farstorpaån) som avvattnar avrinningsområdet har biflödesordning 3, vilket innebär att vattnet flödar genom totalt 3 vattendrag innan det når havet efter 121 kilometer. Avrinningsområdet består mestadels av skog (79 procent). Avrinningsområdet har 1,47 kvadratkilometer vattenytor vilket ger det en sjöprocent på 7,4 procent.

## Fisk
Vid provfiske har följande fisk fångats i sjön:
- Abborre
- Braxen
- Gädda
- Löja
- Mört
- Sarv
- Sutare